# Loi des aires (aérodynamique)

La surface turquoise doit être identique à la surface totale bleue

La loi des aires (area rule en anglais) est une loi aérodynamique régissant la forme des avions transsoniques ou supersoniques.
Cette loi a été mise en évidence en Allemagne par Otto Frenzl (de) de la société Junkers (brevet déposé entre 1943 et 1945) et énoncée par Wallace Hayes dans sa thèse en 1947. Elle a été redécouverte en 1951 et mise en application par l'ingénieur américain Richard Whitcomb, d'où l'appellation parfois rencontrée de règle de l’aire de Whitcomb. Certains textes des années 1950 y réfèrent aussi sous l'expression synonyme règle des sections.

## Principe
La loi des aires énonce que la section transversale complète (fuselage et voilure) d'un corps en mouvement dans un fluide compressible doit varier de manière aussi régulière que possible afin de minimiser la traînée aérodynamique au voisinage de la vitesse du son.  
La courbe décrivant la variation de section transversale le long du corps s'appelle la courbe des aires. On cherche en pratique à s'approcher le plus possible des courbes des meilleures formes connues, le fuseau ou la goutte d'eau. 

## Historique
La découverte de la loi des aires marqua un pas décisif dans la conception des avions transsoniques et supersoniques. Jusque-là, les ingénieurs avaient pour habitude de dessiner des fuselages de section variant progressivement, mais sans tenir compte du volume ajouté des ailes. Un tel dessin avait pour conséquence une brusque augmentation de la section transversale totale de l'avion au niveau de l'aile et une très forte augmentation de traînée à l'approche de la vitesse du son.

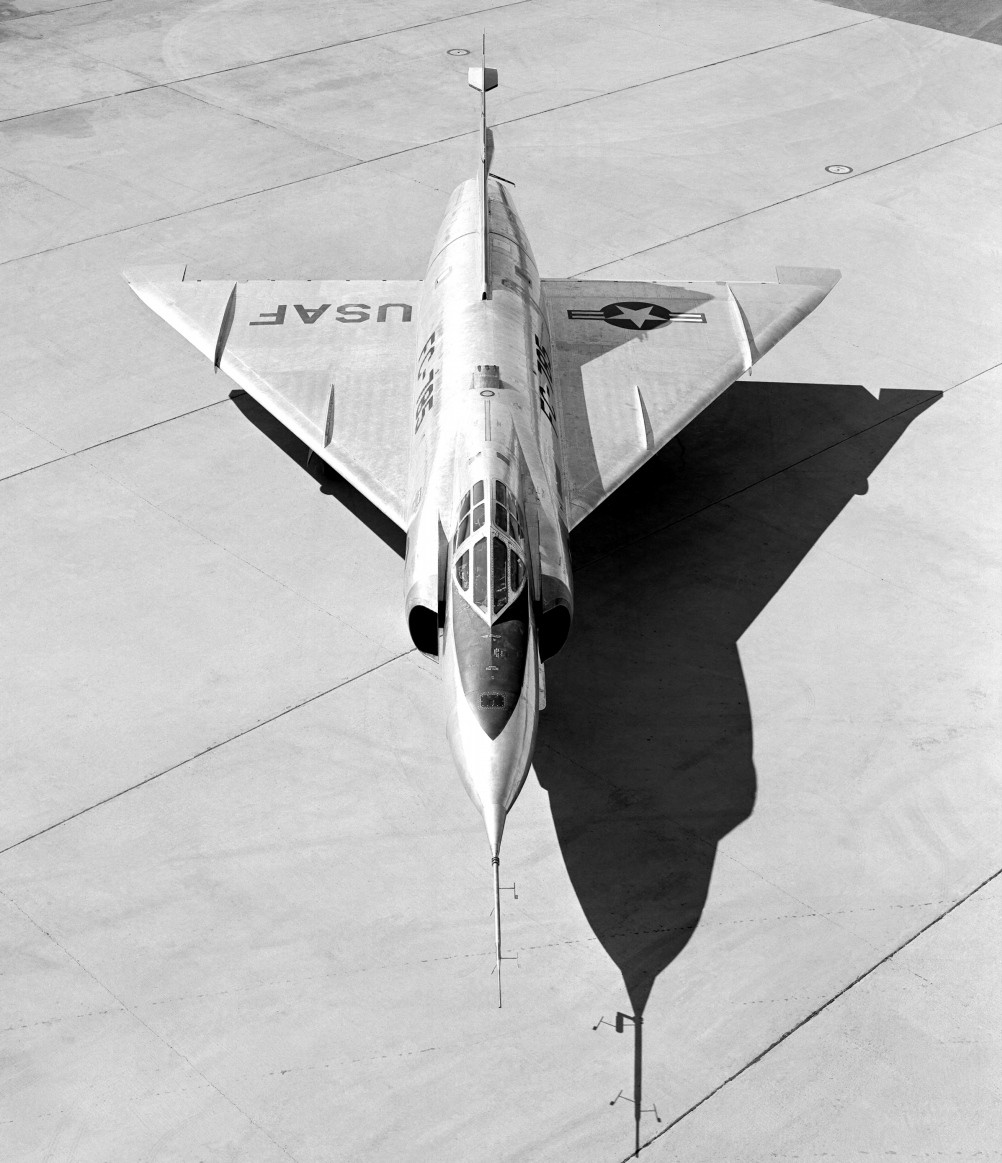
Premier prototype du chasseur Convair YF-102 au début des années 1950.
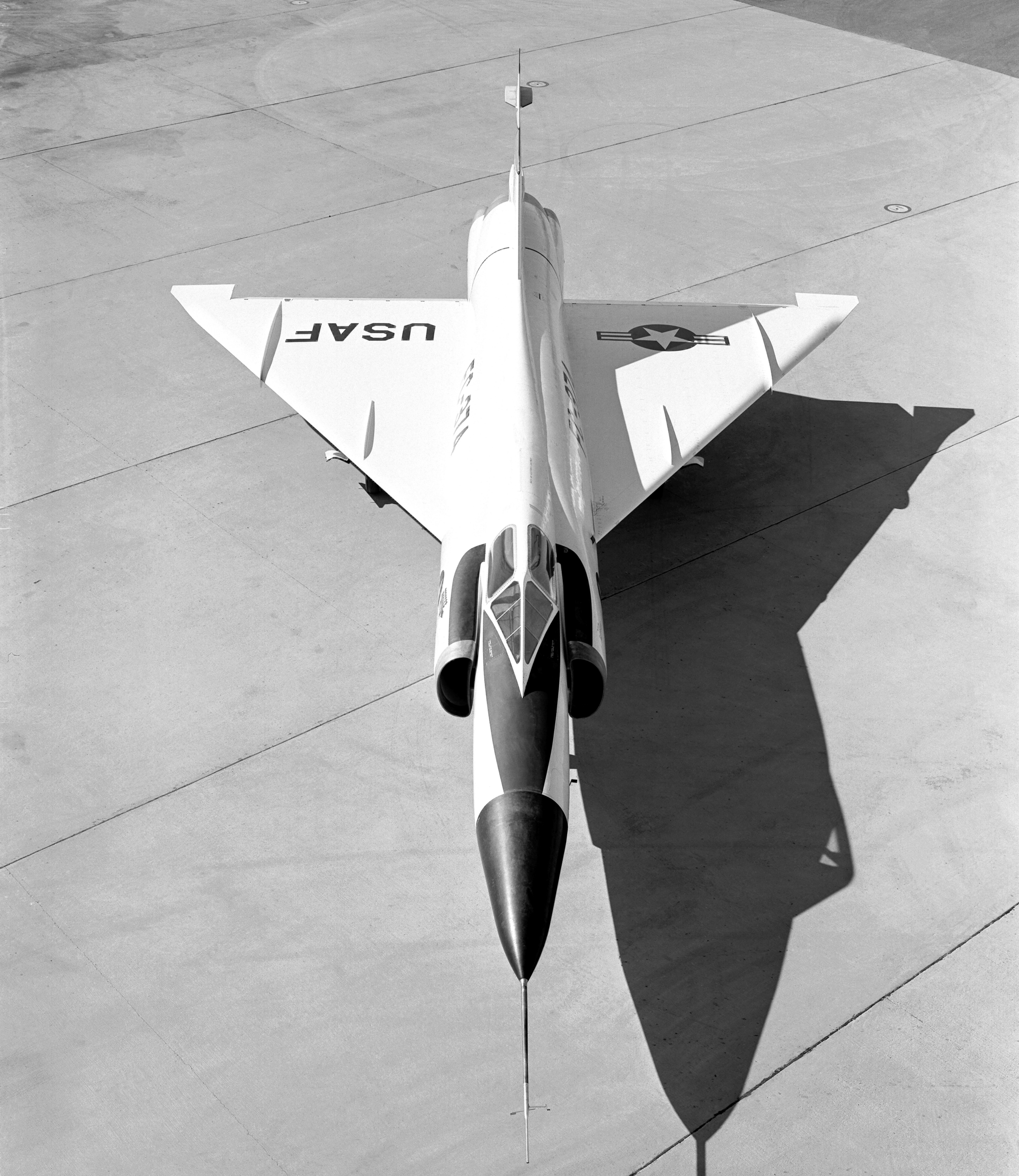
Le Convair YF-102 après réduction des sections de fuselage au niveau des ailes.

Lors du développement du chasseur Convair YF-102 au début des années 1950, le premier prototype (ci-dessus à gauche) avait des performances de vitesse inférieures aux spécifications. En particulier, les essais en soufflerie de l'YF-102 en régime transsonique avaient montré que l'avion ne pourrait pas dépasser la vitesse du son en palier. Whitcomb qui avait analysé correctement le problème conseilla à Convair de rétrécir progressivement les sections de fuselage au niveau des ailes, donnant ainsi à l'avion une « taille de guêpe » caractéristique (ci-dessus à droite). Bien que très coûteuse, la modification — imposée à Convair par l'US Air Force — fut couronnée de succès, l'YF-102A dépassant largement le mur du son en palier et même en montée, sans augmentation de puissance.  
Tous les appareils supersoniques construits depuis cette date respectent la loi des aires. Des engins volants devant avoir un fuselage pseudo cylindrique par nécessité (Concorde ou la navette spatiale) ont des ailes suivant une configuration d'aile gothique, permettant de respecter la loi des aires.

## Avions subsoniques
La loi des aires s'applique également aux avions moins rapides, pour une raison similaire, une répartition longitudinale plus favorable du champ de pression, notamment sur la voilure. Sans aller jusqu'à la taille de guêpe, on évite de superposer les maîtres-couples du fuselage et de l'aile, en reculant le maître-couple du fuselage en arrière de l'aile. Ce principe était suivi dès les années 1930 par Marcel Riffard pour les avions Caudron, il est repris actuellement pour les avions légers.

## Liens
- The Whitcomb Area Rule: NACA Aerodynamics Research and Innovation